# Сунчеве пеге
Сунчеве пеге су привремене појаве на површини Сунца (фотосфера), које се визуелно појављују као тамне тачке у односу на околна подручја. Оне су нешто хладније од околине фотосфере, а изгледају као тамне поре, које се брзо прошире и живе неколико недеља. То су подручја површине Сунца на којим постоји избацивање сунчеве плазме са његове површине према Космосу. Оне могу бити видљиве са Земље и без помоћи телескопа. Прво индиректно посматрање Сунчевих пега помоћу телескопа вршио је Галилео Галилеј (1564-1642).
Пеге се обично јављају у паровима као пега водиља и пега пратиља. Обе стварају веома снажно магнетско поље супротног поларитета.
Пеге се јављају периодично, а постоје и године када се током недеља не појави ни једна пега. То се назива минимум сунчеве активности. Затим долазе године када се број пега повећава до максимума од око 100 и то је тзв. максимум сунчеве активности. Период између два минимума се зове циклус сунчеве активности и он траје око 11 година.

## Галерија
- Сунчева пега 923 током заласка Сунца
- Сунчева пега 930 током заласка Сунца